# 宣徳飛行場
宣徳飛行場（ソンドクひこうじょう Sondok Airport, 朝鮮語: 선덕비행장）は、朝鮮民主主義人民共和国咸鏡南道定平郡にある空港である。
1969年に大韓航空(日本航空機製造からのリース機)のYS-11がハイジャックにより着陸した空港である。(大韓航空機YS-11ハイジャック事件)